# Saison 6 de Nouvelle Star
 (octobre 2022).
Si vous disposez d'ouvrages ou d'articles de référence ou si vous connaissez des sites web de qualité traitant du thème abordé ici, merci de compléter l'article en donnant les références utiles à sa vérifiabilité et en les liant à la section « Notes et références ».
 (octobre 2022).
- Si vous ne connaissez pas le sujet, laissez ce bandeau (vous pouvez alors contacter les auteurs).
- Si vous supprimez le contenu mis en cause (vous pouvez préalablement contacter les auteurs),

argumentez précisément cette suppression dans la page de discussion
(un manque de référence n'est pas un argument ; une recherche réelle de référence doit avoir été effectuée, être formellement documentée).
La sixième saison de Nouvelle Star, émission française de téléréalité musicale, a été diffusée sur M6 du 21 février 2008 au 11 juin 2008. 
Elle a été remportée par Amandine Bourgeois.

## Nouveautés
Deux grandes nouveautés sont à signaler dans la saison 6 :
- la constitution d'un nouveau jury après 4 saisons de jury inchangé : Lio, Sinclair et Philippe Manœuvre viennent remplacer Marianne James, Manu Katché et Dove Attia. Seul André Manoukian rempile pour sa 6e saison.
- le jury dispose désormais d'un joker qui lui permet de sauver un candidat de l'élimination, une seule et unique fois.

## Participants

### Présentation
- Virginie Efira

### Jury
- André Manoukian
- Lio
- Sinclair
- Philippe Manœuvre

### Candidats
Les castings de la saison 2008 se sont déroulés du 15 octobre au 8 décembre 2007 à Marseille, Toulouse, Nantes, Lyon, Bruxelles, Paris auxquelles s'ajoutait pour la première fois Strasbourg.

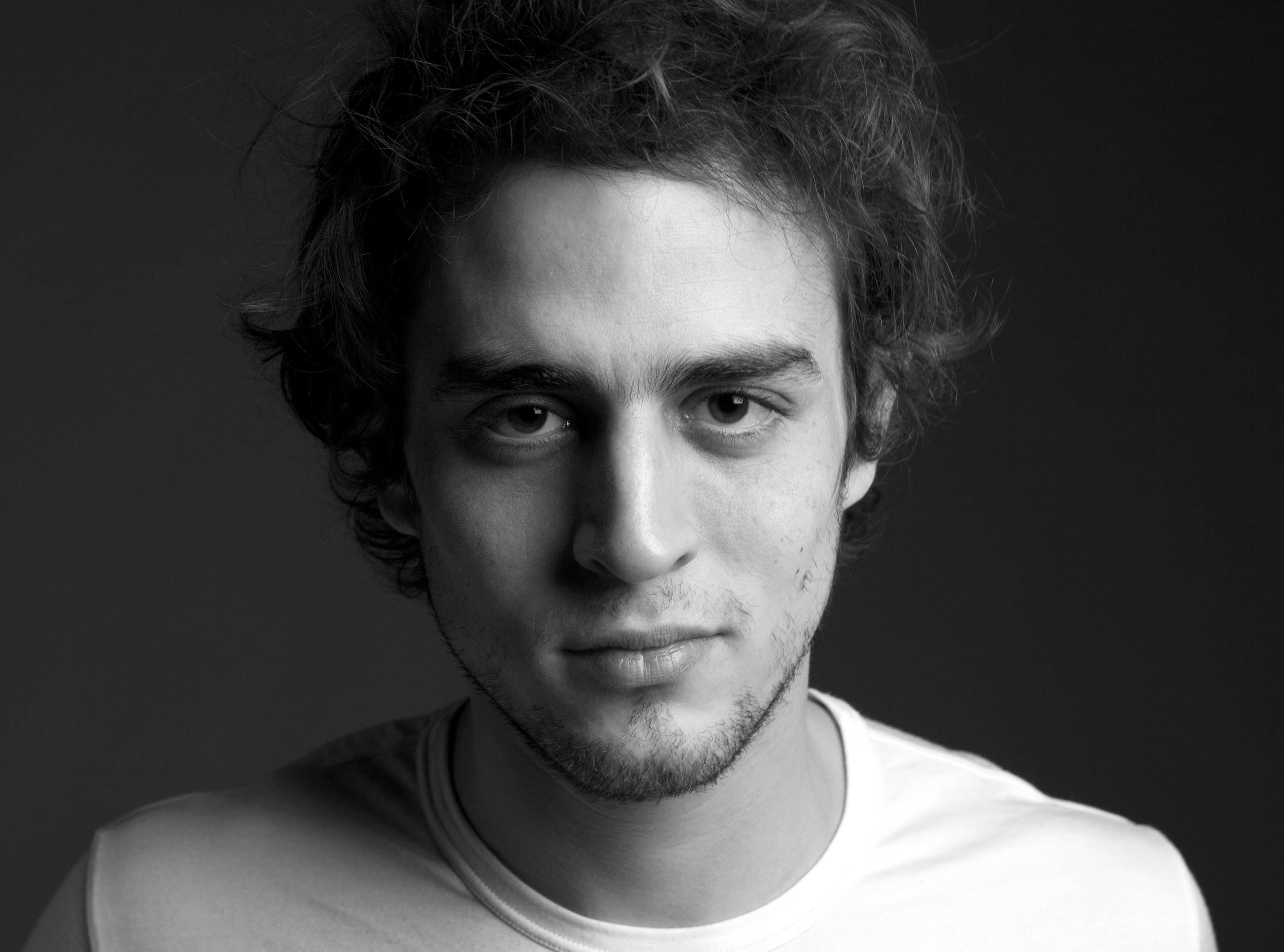
Benjamin Siksou

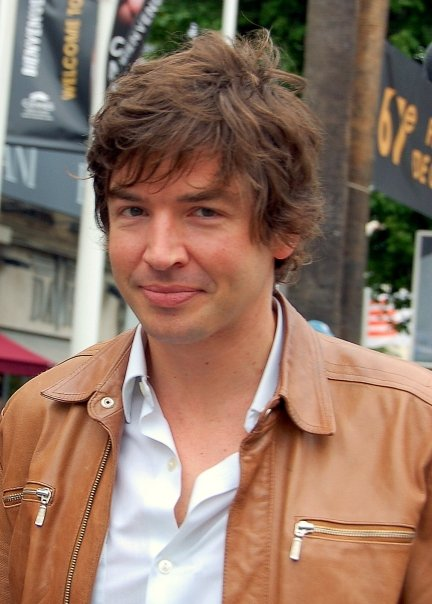
Cédric Oheix

| Nom                                | % de votes bleus (bleus/rouges) |
| ---------------------------------- | ------------------------------- |
| Amandine Bourgeois                 | 86 % (67/11)                    |
| Axelle Anduze                      | 25 % (1/3)                      |
| Benjamin Siksou                    | 90 % (70/8)                     |
| Cédric Oheix                       | 73 % (47/17)                    |
| Cindy Agostinho                    | 50 % (2/2)                      |
| Clément Falgous                    | 0 % (0/4)                       |
| Fred                               | 50 % (2/2)                      |
| Jules Pélissier                    | 77 % (34/10)                    |
| Julia Mary / Bessa (Julie Bessard) | 75 % (3/1)                      |
| Peter Sunson (Julien Pierson)      | 67 % (8/4)                      |
| Kristov (Christophe Leroy)         | 65 % (13/7)                     |
| Lucile Luzely (Lucile Malghem)     | 78 % (28/8)                     |
| Siân Pottok                        | 69 % (11/5)                     |
| Thomas Marfisi                     | 96 % (27/1)                     |
| Ycare (Assane Attyé)               | 71 % (37/15)                    |

## Primes

### Prime n°1 - 2 avril 2008: Love
| Candidat | Chanson                        | Interprète original | Avis du jury | Avis du jury | Avis du jury | Avis du jury |
| -------- | ------------------------------ | ------------------- | ------------ | ------------ | ------------ | ------------ |
| Candidat | Chanson                        | Interprète original | Manoukian    | Lio          | Sinclair     | Manœuvre     |
| Siân     | Fever                          | Peggy Lee           |              |              |              |              |
| Kristov  | Help!                          | The Beatles         |              |              |              |              |
| Benjamin | It's a Man's Man's Man's World | James Brown         |              |              |              |              |
| Fred     | Le Temps des fleurs            | Dalida              |              |              |              |              |
| Thomas   | Take Me Out                    | Franz Ferdinand     |              |              |              |              |
| Lucile   | J'envoie valser                | Zazie               |              |              |              |              |
| Julie    | LOVE                           | Nat King Cole       |              |              |              |              |
| Cédric   | Vertige de l'amour             | Alain Bashung       |              |              |              |              |
| Julien   | U-Turn (Lili)                  | AaRON               |              |              |              |              |
| Cindy    | Divine Idylle                  | Vanessa Paradis     |              |              |              |              |
| Axelle   | Hymne à l'amour                | Édith Piaf          |              |              |              |              |
| Jules    | Toxic                          | Britney Spears      |              |              |              |              |
| Clément  | Pomme C                        | Calogero            |              |              |              |              |
| Ycare    | Le Chanteur                    | Daniel Balavoine    |              |              |              |              |
| Amandine | Nothing Compares 2 U           | Sinéad O'Connor     |              |              |              |              |

Chansons collectives
- John Lennon, Imagine : Amandine • Axelle • Clément • Siân • Thomas

État de la compétition
- Qualifiés : Thomas • Kristov • Amandine • Benjamin • Cédric • Julien • Jules • Lucile • Ycare • Siân (repêchée par le jury)
- Éliminés :  Axelle • Cindy • Clément • Fred • Julie

### Prime n°2 - 9 avril 2008: Rock
| Candidat | Chanson                            | Interprète original          | Avis du jury | Avis du jury | Avis du jury | Avis du jury |
| -------- | ---------------------------------- | ---------------------------- | ------------ | ------------ | ------------ | ------------ |
| Candidat | Chanson                            | Interprète original          | Manoukian    | Lio          | Sinclair     | Manœuvre     |
| Siân     | With or Without You                | U2                           |              |              |              |              |
| Kristov  | Life on Mars?                      | David Bowie                  |              |              |              |              |
| Benjamin | Proud Mary                         | Creedence Clearwater Revival |              |              |              |              |
| Thomas   | My Sharona                         | The Knack                    |              |              |              |              |
| Lucile   | Amoureux solitaires                | Lio                          |              |              |              |              |
| Cédric   | Aux sombres héros de l'amer        | Noir Désir                   |              |              |              |              |
| Julien   | Cendrillon                         | Téléphone                    |              |              |              |              |
| Jules    | Miss You                           | The Rolling Stones           |              |              |              |              |
| Ycare    | Ma gueule                          | Johnny Hallyday              |              |              |              |              |
| Amandine | With a Little Help from My Friends | The Beatles                  |              |              |              |              |

Chansons collectives
- Prince, Purple Rain : Siân • Benjamin
- ABBA, Dancing Queen : Kristov • Jules • Ycare
- Patrick Coutin, J'aime regarder les filles : Cédric • Thomas • Julien
- Patrick Juvet, Où sont les femmes : Amandine • Lucile

État de la compétition
- Qualifiés : Thomas • Amandine • Siân • Julien • Benjamin • Jules • Cédric • Lucile • Ycare • Kristov (repêché par le jury)
- Éliminé :  Kristov, arrivé dernier dans le vote du public, est soumis à l'élimination mais le jury décide d'utiliser son unique joker de repêchage.

### Prime n°3 - 16 avril 2008: Tenue de soirée
| Candidat | Chanson                    | Interprète original         | Avis du jury | Avis du jury | Avis du jury | Avis du jury |
| -------- | -------------------------- | --------------------------- | ------------ | ------------ | ------------ | ------------ |
| Candidat | Chanson                    | Interprète original         | Manoukian    | Lio          | Sinclair     | Manœuvre     |
| Siân     | I Will Survive             | Gloria Gaynor               |              |              |              |              |
| Kristov  | Aline                      | Christophe                  |              |              |              |              |
| Jules    | Syracuse                   | Henri Salvador              |              |              |              |              |
| Lucile   | La Vie en rose             | Édith Piaf                  |              |              |              |              |
| Thomas   | Bitter Sweet Symphony      | The Verve                   |              |              |              |              |
| Benjamin | Madame rêve                | Alain Bashung               |              |              |              |              |
| Cédric   | I've Got You Under My Skin | Cole Porter / Frank Sinatra |              |              |              |              |
| Julien   | Say It Ain't So, Joe       | Murray Head                 |              |              |              |              |
| Amandine | Ne me quitte pas           | Jacques Brel                |              |              |              |              |
| Ycare    | It's Oh So Quiet           | Betty Hutton / Björk        |              |              |              |              |

Chansons collectives
- Shirley Bassey, Diamonda Are Dorever : Siân • Lucile[4]

État de la compétition
- Qualifiés :  Cédric • Amandine • Siân • Ycare • Benjamin • Lucile • Jules • Thomas • Kristov
- Éliminé :  Julien

### Prime n°4 - 23 avril 2008
| Candidat | Chanson               | Interprète original        | Avis du jury | Avis du jury | Avis du jury | Avis du jury |
| -------- | --------------------- | -------------------------- | ------------ | ------------ | ------------ | ------------ |
| Candidat | Chanson               | Interprète original        | Manoukian    | Lio          | Sinclair     | Manœuvre     |
| Siân     | Jardin d'hiver        | Keren Ann / Henri Salvador |              |              |              |              |
| Kristov  | Mon fils ma bataille  | Daniel Balavoine           |              |              |              |              |
| Jules    | Bad                   | Michael Jackson            |              |              |              |              |
| Lucile   | What You Waiting For? | Gwen Stefani               |              |              |              |              |
| Thomas   | Je dis aime           | -M-                        |              |              |              |              |
| Benjamin | New Soul              | Yael Naim                  |              |              |              |              |
| Cédric   | Emmenez-moi           | Charles Aznavour           |              |              |              |              |
| Ycare    | Un homme heureux      | William Sheller            |              |              |              |              |
| Amandine | Rehab                 | Amy Winehouse              |              |              |              |              |

État de la compétition
- Qualifiés : Cédric • Amandine • Thomas • Jules • Lucile • Benjamin • Kristov • Ycare
- Éliminée : Siân

### Prime n°5 - 30 avril 2008: Acoustique
| Candidat | Chanson                                  | Interprète original           | Avis du jury | Avis du jury | Avis du jury | Avis du jury |
| -------- | ---------------------------------------- | ----------------------------- | ------------ | ------------ | ------------ | ------------ |
| Candidat | Chanson                                  | Interprète original           | Manoukian    | Lio          | Sinclair     | Manœuvre     |
| Kristov  | Confidence pour confidence               | Jean Schultheis               |              |              |              |              |
| Jules    | Calling You                              | Jevetta Steele                |              |              |              |              |
| Lucile   | J'traîne des pieds                       | Olivia Ruiz                   |              |              |              |              |
| Benjamin | A Song for You                           | Leon Russell / Donny Hathaway |              |              |              |              |
| Thomas   | Come Undone                              | Robbie Williams               |              |              |              |              |
| Ycare    | Le Vent de l'hiver                       | Raphael                       |              |              |              |              |
| Cédric   | Éteins la lumière                        | Axel Bauer                    |              |              |              |              |
| Amandine | Against All Odds (Take a Look at Me Now) | Phil Collins                  |              |              |              |              |

Chansons collectives
- Johnny Hallyday, Toute la musique que j'aime : les huit candidats
- Chuck Berry, You Never Can Tell : Jules • Ycare
- Les Rita Mitsouko, C'est comme ça : Benjamin • Amandine
- The Righteous Brothers, Unchained Melody : Lucile • Thomas
- Cookie Dingler, Femme libérée : Cédric • Kristov
- Rihanna, Umbrella : les huit candidats

État de la compétition
- Qualifiés : Thomas • Cédric • Jules • Amandine • Benjamin • Ycare • Lucile
- Éliminé : Kristov

### Prime n°6 - 7 mai 2008: Playlist des téléspectateurs
| Candidat | Chanson                    | Interprète original                | Avis du jury | Avis du jury | Avis du jury | Avis du jury | Total |
| -------- | -------------------------- | ---------------------------------- | ------------ | ------------ | ------------ | ------------ | ----- |
| Candidat | Chanson                    | Interprète original                | Manoukian    | Lio          | Sinclair     | Manœuvre     | Total |
| Lucile   | Ain't No Other Man         | Christina Aguilera                 |              |              |              |              | 7/8   |
| Lucile   | Pull marine                | Isabelle Adjani                    |              |              |              |              | 7/8   |
| Cédric   | Bonnie and Clyde           | Serge Gainsbourg & Brigitte Bardot |              |              |              |              | 6/8   |
| Cédric   | Let's Dance                | David Bowie                        |              |              |              |              | 6/8   |
| Thomas   | Louxor j'adore             | Philippe Katerine                  |              |              |              |              | 8/8   |
| Thomas   | Goodbye Philadelphia       | Peter Cincotti                     |              |              |              |              | 8/8   |
| Amandine | Bad Girls                  | Donna Summer                       |              |              |              |              | 6/8   |
| Amandine | Lola                       | Superbus                           |              |              |              |              | 6/8   |
| Ycare    | Mistral gagnant            | Renaud                             |              |              |              |              | 5/8   |
| Ycare    | Crazy                      | Gnarls Barkley                     |              |              |              |              | 5/8   |
| Jules    | Dis, quand reviendras-tu ? | Barbara                            |              |              |              |              | 5/8   |
| Jules    | Machistador                | -M-                                |              |              |              |              | 5/8   |
| Benjamin | D.A.N.C.E.                 | Justice                            |              |              |              |              | 5/8   |
| Benjamin | Avec le temps              | Léo Ferré                          |              |              |              |              | 5/8   |

État de la compétition
- Qualifiés :  Jules • Lucile • Cédric • Amandine • Benjamin • Ycare
- Éliminé : Thomas

### Prime n°7 - 15 mai 2008
| Candidat | Chanson                  | Interprète original | Avis du jury | Avis du jury | Avis du jury | Avis du jury | Total |
| -------- | ------------------------ | ------------------- | ------------ | ------------ | ------------ | ------------ | ----- |
| Candidat | Chanson                  | Interprète original | Manoukian    | Lio          | Sinclair     | Manœuvre     | Total |
| Lucile   | Hung Up                  | Madonna             |              |              |              |              | 6/8   |
| Lucile   | Les Moulins de mon cœur  | Michel Legrand      |              |              |              |              | 6/8   |
| Jules    | Ensemble                 | Sinclair            |              |              |              |              | 4/8   |
| Jules    | Virtual Insanity         | Jamiroquai          |              |              |              |              | 4/8   |
| Amandine | When a Man Loves a Woman | Percy Sledge        |              |              |              |              | 6/8   |
| Amandine | Déjà Vu                  | Beyoncé feat. Jay-Z |              |              |              |              | 6/8   |
| Benjamin | Fly Me to the Moon       | Frank Sinatra       |              |              |              |              | 7/8   |
| Benjamin | Hallelujah               | Leonard Cohen       |              |              |              |              | 7/8   |
| Cédric   | Sunday Bloody Sunday     | U2                  |              |              |              |              | 4/8   |
| Cédric   | Mon manège à moi         | Édith Piaf          |              |              |              |              | 4/8   |
| Ycare    | Je suis un homme         | Michel Polnareff    |              |              |              |              | 6/8   |
| Ycare    | Relax, Take It Easy      | Mika                |              |              |              |              | 6/8   |

Chansons collectives
- Charles Aznavour, La Bohème : Cédric • Ycare
- Les Rita Mitsouko, Andy : Amandine • Jules
- Le Magicien d'Oz, Over The Rainbow : Benjamin • Lucile

État de la compétition
- Qualifiés : Cédric • Amandine • Benjamin • Ycare • Jules
- Éliminée : Lucile

### Prime n°8 - 21 mai 2008
| Candidat | Chanson                          | Interprète original                   | Avis du jury | Avis du jury | Avis du jury | Avis du jury | Total |
| -------- | -------------------------------- | ------------------------------------- | ------------ | ------------ | ------------ | ------------ | ----- |
| Candidat | Chanson                          | Interprète original                   | Manoukian    | Lio          | Sinclair     | Manœuvre     | Total |
| Jules    | Isn't She Lovely?                | Stevie Wonder                         |              |              |              |              | 7/8   |
| Jules    | Tomber                           | Gérald de Palmas                      |              |              |              |              | 7/8   |
| Ycare    | Quand on arrive en ville         | Daniel Balavoine & Nanette Workman    |              |              |              |              | 6/8   |
| Ycare    | Bang Bang (My Baby Shot Me Down) | Cher / Nancy Sinatra                  |              |              |              |              | 6/8   |
| Cédric   | Can't Get You Out of My Head     | Kylie Minogue                         |              |              |              |              | 5/8   |
| Cédric   | La Ceinture                      | Élodie Frégé                          |              |              |              |              | 5/8   |
| Benjamin | À la faveur de l'automne         | Tété                                  |              |              |              |              | 8/8   |
| Benjamin | Just the Two of Us               | Grover Washington, Jr. & Bill Withers |              |              |              |              | 8/8   |
| Amandine | Allumer le feu                   | Johnny Hallyday                       |              |              |              |              | 4/8   |
| Amandine | Beautiful                        | Christina Aguilera                    |              |              |              |              | 4/8   |

Chansons collectives
- Bob Dylan, Knockin' on Heaven's Door : Jules • Benjamin • Cédric
- Serge Lama, Je suis malade : Amandine • Ycare
- Françoise Hardy, Message personnel : Amandine • Ycare • Benjamin • Cédric • Jules

État de la compétition
- Qualifiés : Benjamin • Amandine • Cédric • Ycare
- Éliminé : Jules

### Prime n° 9 - 28 mai 2008: Quart de finale
| Candidat | Chanson              | Interprète original          | Avis du jury | Avis du jury | Avis du jury | Avis du jury | Total |
| -------- | -------------------- | ---------------------------- | ------------ | ------------ | ------------ | ------------ | ----- |
| Candidat | Chanson              | Interprète original          | Manoukian    | Lio          | Sinclair     | Manœuvre     | Total |
| Cédric   | Joe le taxi          | Vanessa Paradis              |              |              |              |              | 4/8   |
| Cédric   | Enjoy the Silence    | Depeche Mode                 |              |              |              |              | 4/8   |
| Benjamin | Kiss                 | Prince & The Revolution      |              |              |              |              | 8/8   |
| Benjamin | Beat It              | Michael Jackson              |              |              |              |              | 8/8   |
| Ycare    | Déshabillez-moi      | Juliette Gréco               |              |              |              |              | 7/8   |
| Ycare    | The Show Must Go On  | Queen                        |              |              |              |              | 7/8   |
| Amandine | Bring Me to Life     | Evanescence feat. Paul McCoy |              |              |              |              | 8/8   |
| Amandine | Many Rivers to Cross | Jimmy Cliff                  |              |              |              |              | 8/8   |

Chansons collectives
- The Jacksons, Can You Feel It : Benjamain • Ycare • Cédric • Amandine
- Sacha Distel et Brigitte Bardot, Le soleil de ma vie : Amandine • Cédric
- Alain Bashung, Osez Joséphine : Ycare • Cédric
- Zazie, Je suis un homme : Ycare • Amandine
- Jacques Dutronc, La Fille du Père Noël : Benjamin • Ycare

Invité
- Steve Estatof interprète Kendy

État de la compétition
- Qualifiés : Cédric • Amandine • Benjamin
- Éliminé : Ycare

### Prime n°10 - 4 juin 2008: Demi-finale
| Candidat | Chanson                       | Interprète original | Avis du jury | Avis du jury | Avis du jury | Avis du jury | Total |
| -------- | ----------------------------- | ------------------- | ------------ | ------------ | ------------ | ------------ | ----- |
| Candidat | Chanson                       | Interprète original | Manoukian    | Lio          | Sinclair     | Manœuvre     | Total |
| Cédric   | Pauvres Diables               | Julio Iglesias      |              |              |              |              | 09/12 |
| Cédric   | Blue Hotel                    | Chris Isaak         |              |              |              |              | 09/12 |
| Cédric   | Eye of the Tiger              | Survivor            |              |              |              |              | 09/12 |
| Benjamin | (I Can't Get No) Satisfaction | The Rolling Stones  |              |              |              |              | 11/12 |
| Benjamin | Qui de nous deux ?            | -M-                 |              |              |              |              | 11/12 |
| Benjamin | Hey Ya!                       | OutKast             |              |              |              |              | 11/12 |
| Amandine | River Deep, Mountain High     | Ike and Tina Turner |              |              |              |              | 11/12 |
| Amandine | Rodéo                         | Zazie               |              |              |              |              | 11/12 |
| Amandine | Kissing You                   | Des'ree             |              |              |              |              | 11/12 |

Chansons collectives
- The Jacksons, Can You Feel It : Benjamain • Cédric • Amandine
- Françoise Hardy, Comment te dire adieu : Amandine • Cédric • Benjamin
- Jean-Louis Aubert, Voilà c'est fini : Amandine • Cédric

État de la compétition
- Qualifiés : Amandine • Benjamin
- Éliminé : Cédric

### Prime n°11 - 11 juin 2008: Finale
| Candidat | Chanson                                                            | Interprète original | Avis du jury | Avis du jury | Avis du jury | Avis du jury | Total |
| -------- | ------------------------------------------------------------------ | ------------------- | ------------ | ------------ | ------------ | ------------ | ----- |
| Candidat | Chanson                                                            | Interprète original | Manoukian    | Lio          | Sinclair     | Manœuvre     | Total |
| Benjamin | Get Up (I Feel Like Being a) Sex Machine / I Got You (I Feel Good) | James Brown         |              |              |              |              | 10/12 |
| Benjamin | Elle m'a dit                                                       | Cali                |              |              |              |              | 10/12 |
| Benjamin | 1234                                                               | Feist               |              |              |              |              | 10/12 |
| Amandine | Hey You                                                            | Pink Floyd          |              |              |              |              | 10/12 |
| Amandine | En apesanteur                                                      | Calogero            |              |              |              |              | 10/12 |
| Amandine | Somebody to Love                                                   | Queen               |              |              |              |              | 10/12 |

Chansons collectives
- Dalida et Alain Delon, Paroles... Paroles... : Amandine • Benjamin
- Aretha Franklin, Respect : Amandine • Benjamin
- Téléphone, Ça (c'est vraiment toi) : Amandine • Benjamin

Autres
- Sinclair interprète Si c'est bon comme ça

État de la compétition
- Vainqueur : Amandine
- Finaliste : Benjamin

## Le phénomène Cindy Sander
Lors des premiers castings à Strasbourg, une des candidates, Cindy Sander, se fait largement critiquer par le jury. Dès le lendemain, des vidéos parodiques commencent à circuler sur Internet, mettant en avant la gestuelle kitsch et le côté prétentieux de Cindy que véhiculait son passage dans l'émission (notamment sa phrase « Céline Dion c'est Céline Dion, Cindy c'est Cindy »). Les médias se sont ensuite progressivement intéressés au phénomène, Le Petit Journal de Yann Barthès en tête, tout en gardant généralement un regard moqueur. 
Le 23 avril, Cindy Sander est même l'invitée du prime de la Nouvelle Star où elle déclare avoir signé un contrat avec M6 pour produire son premier single, Papillon de lumière. L'émission, dont les audiences étaient en berne depuis le début de la saison, a enregistré une augmentation de l'audimat de +31 % (4,31 millions de téléspectateurs) le soir de la prestation de Cindy Sander par rapport à la semaine précédente.

## Audiences

### En France (M6)

#### Nouvelle Star
| Épisode | Date de diffusion                                | Audience moyenne          | Audience moyenne | Référence |
| Épisode | Date de diffusion                                | Nombre de téléspectateurs | PDM              | Référence |
| ------- | ------------------------------------------------ | ------------------------- | ---------------- | --------- |
| 9       | Mercredi 16 avril 2008 (20:48-23:07)             | 3 290 000                 | 13,4 %           | [ a 1 ]   |
| 10      | Mercredi 23 avril 2008 (20:49-23:11)             | 4 310 000                 | 19,1 %           | [ a 2 ]   |
| 16      | Mercredi 4 juin 2008 (Demi-finale) (20:52-23:03) | 3 200 000                 | 13,9 %           | [ a 3 ]   |

Légende :
- Les plus hauts chiffres d'audience
- Les plus bas chiffres d'audience